# Forncett
Forncett is een civil parish in het bestuurlijke gebied South Norfolk, in het Engelse graafschap Norfolk met 1126 inwoners.